# Chiesa della Misericordia (Prato)
La chiesa dell'Arciconfraternita della Misericordia di Prato, intitolata a San Michele, si trova in via Convenevole.

## Storia e descrizione
È parte dell'antico monastero benedettino di San Michele, abbandonato da metà Ottocento dalle monache (che si erano trasferite in Prato da Ponzano, presso Mezzana, nel 1330 circa), spostate in San Clemente.
La chiesa, con semplice facciata a capanna, ha navata coperta da volta a botte ribassata di tipo secentesco. L'altar maggiore incornicia una pala di Alessandro Allori con l'Assunta (1603), originale e vivace, dai colori smaltati; sull'altare di destra è posto il Crocifisso quattrocentesco proveniente da Loreto, intorno al quale si formò la Compagnia del Pellegrino (poi Misericordia). Sulla cantoria in controfacciata vi è l'organo a canne, costruito da Michelangelo Crudeli nel 1765; restaurato nel 1892 da Carlo Paoli, è a trasmissione meccanica e dispone di 9 registri su unico manuale e pedale.
Sul retro della chiesa si apre il coro dei confratelli, in forme gotiche rimaneggiate, con stemmi dipinti e pregevoli stalli lignei.
In sacrestia sono una maiolica robbiana del primo Cinquecento con la Madonna che adora il Bambino, e un vasto fondale settecentesco da presepio; chiostro ed altri locali del monastero, pur riconoscibili, sono assai trasformati.

## Galleria d'immagini

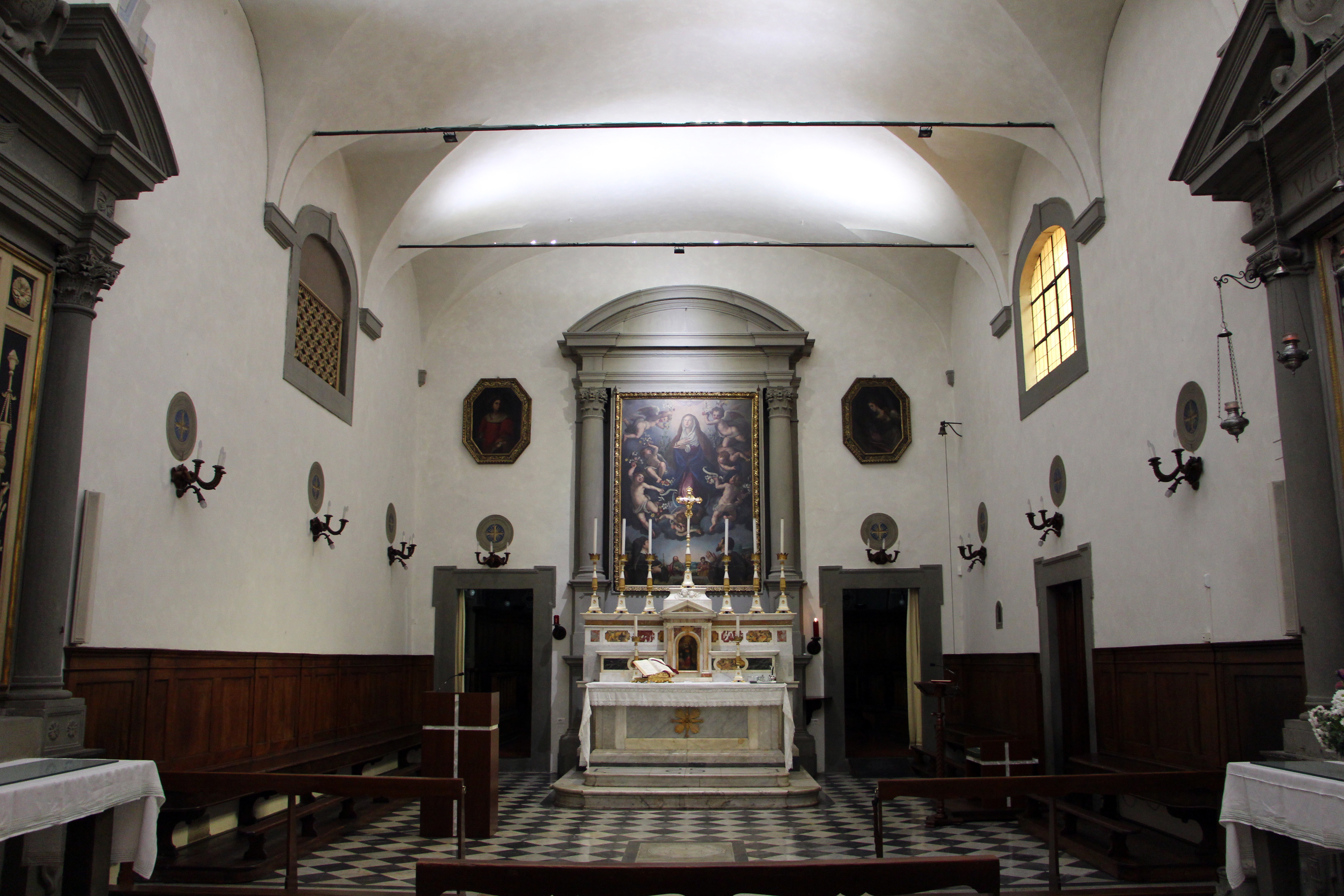
Interno
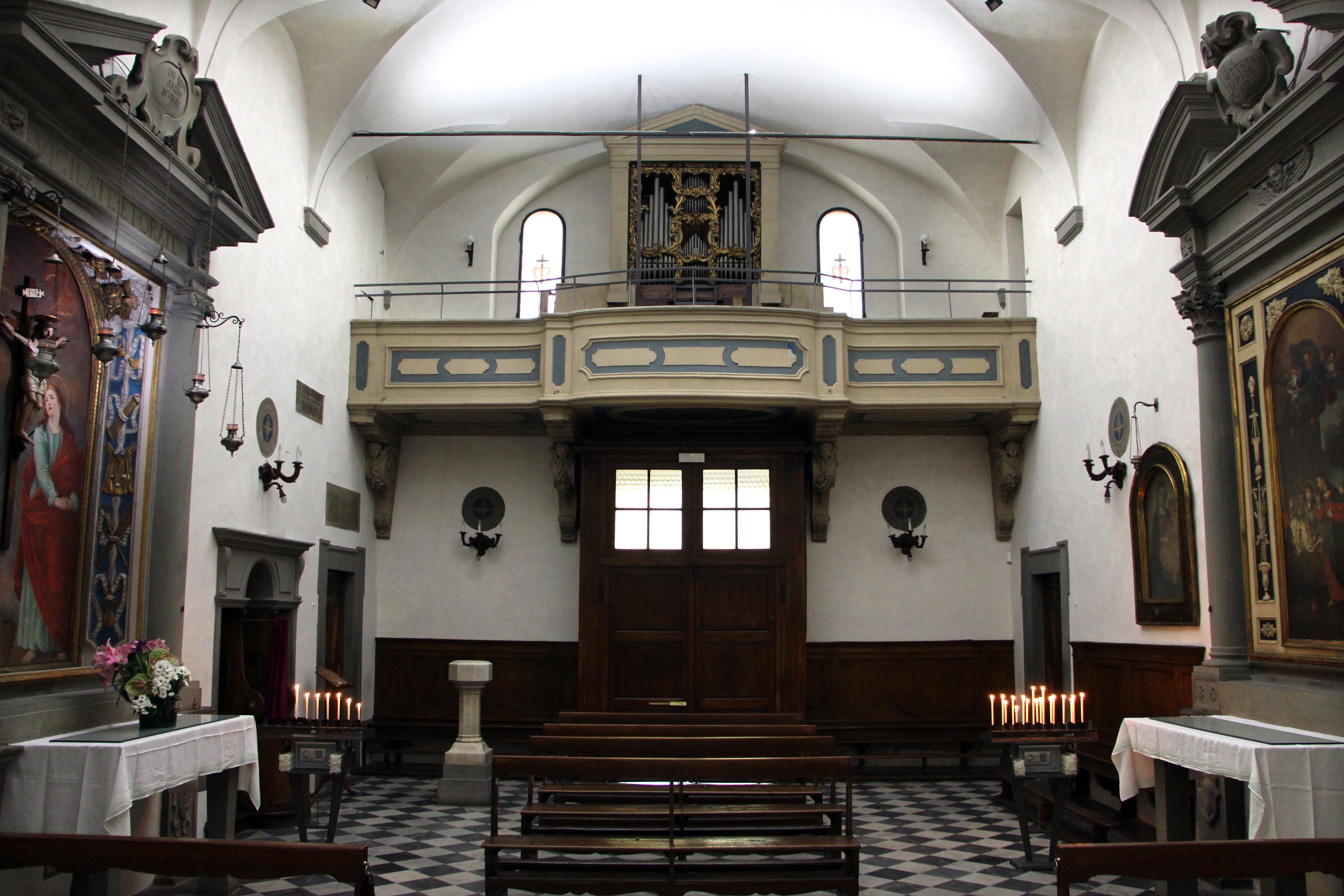
Controfacciata e organo
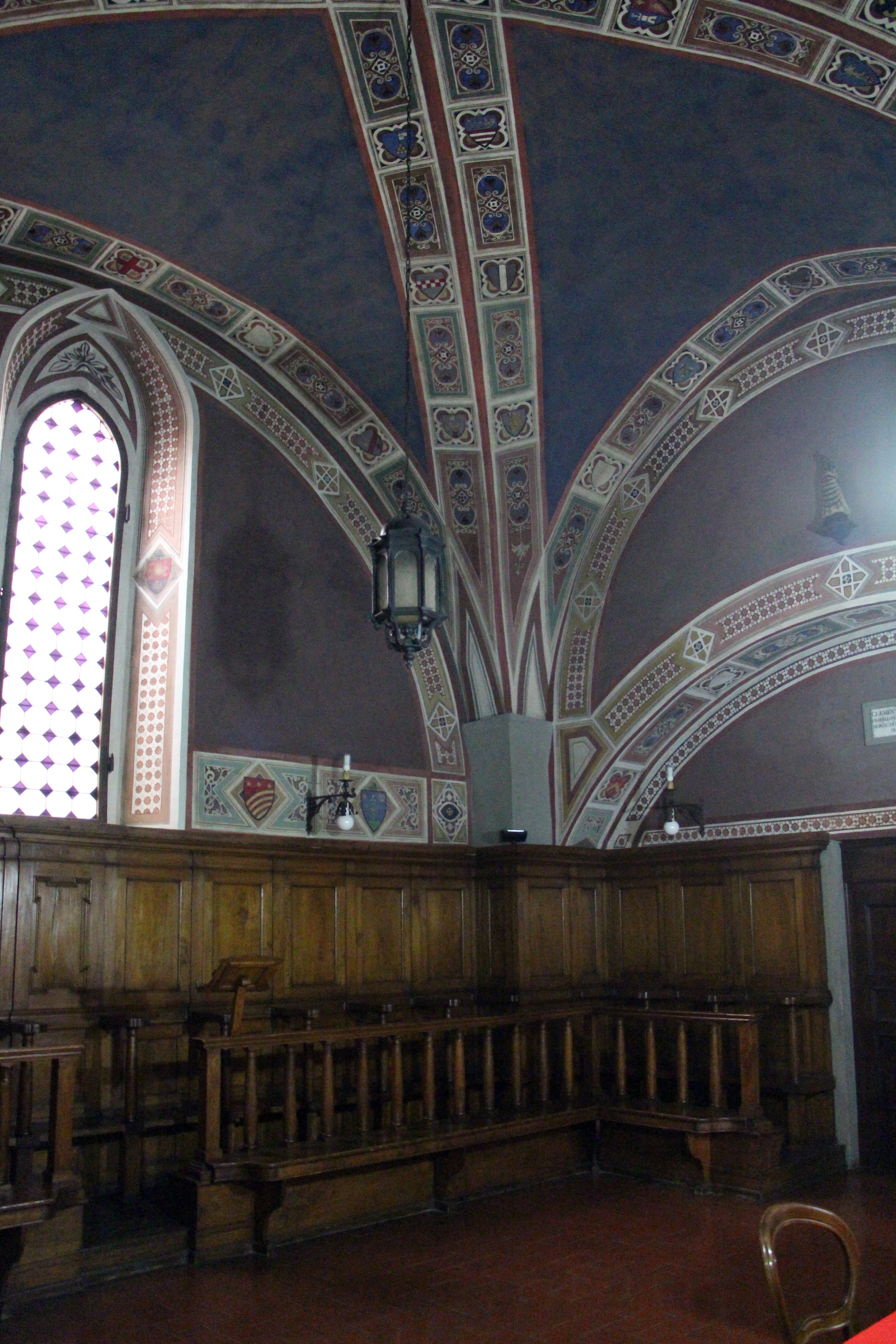
Coro dei confratelli
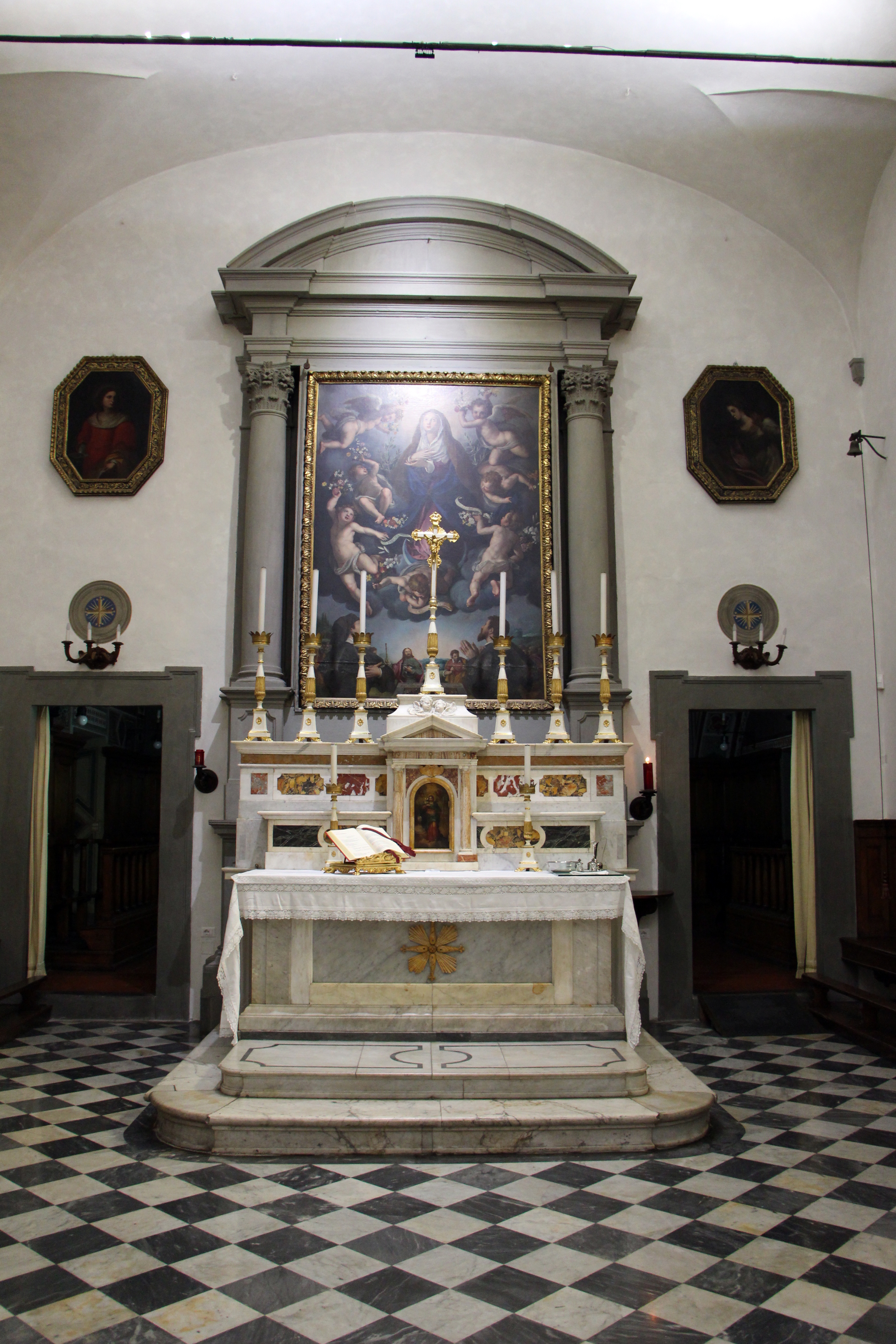
Altare maggiore
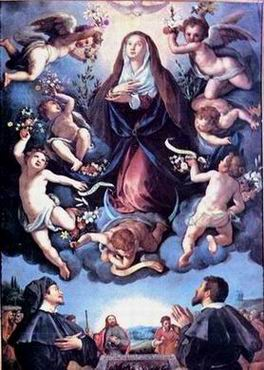
Alessandro Allori, Assunta
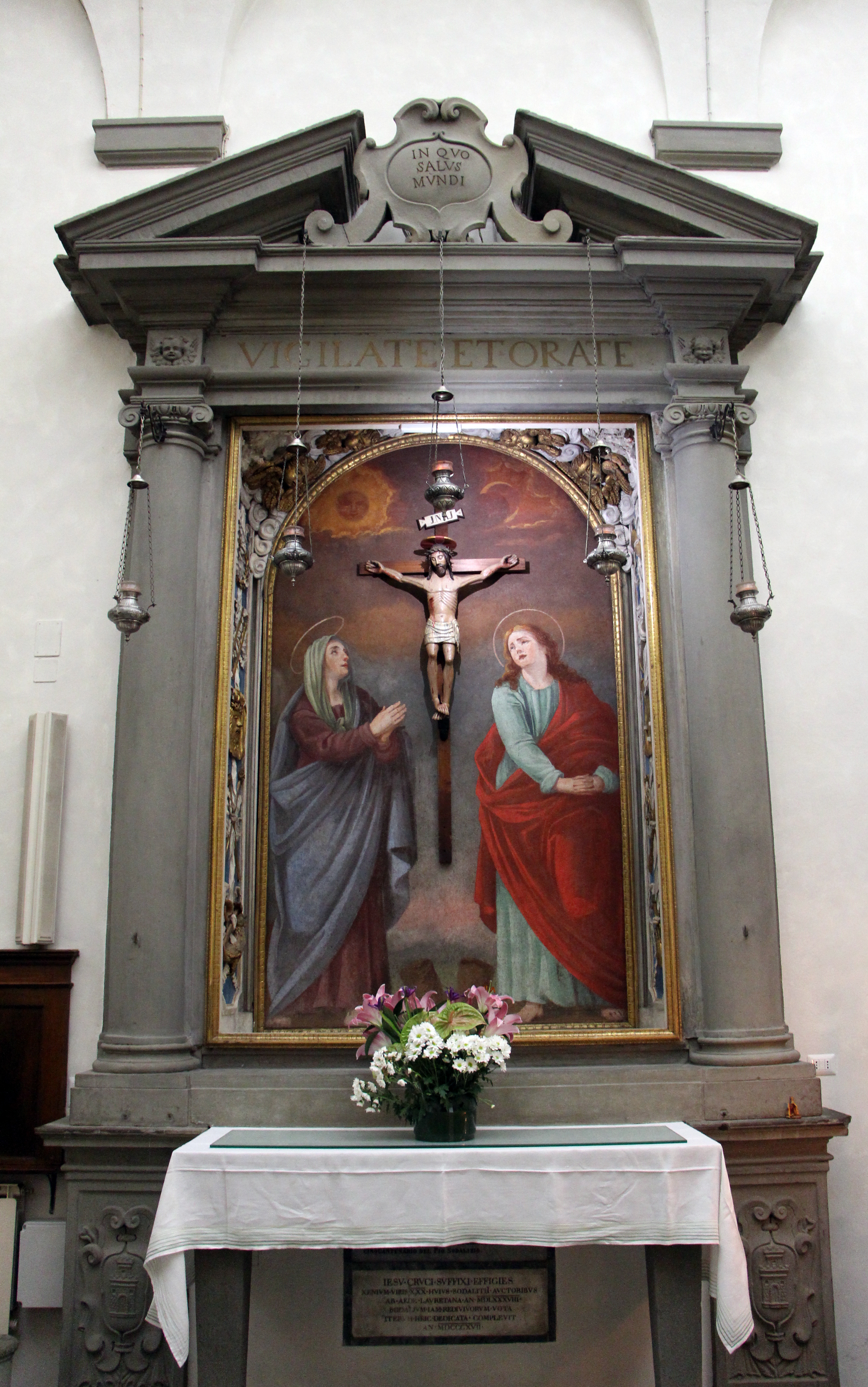
Altare del Crocifisso
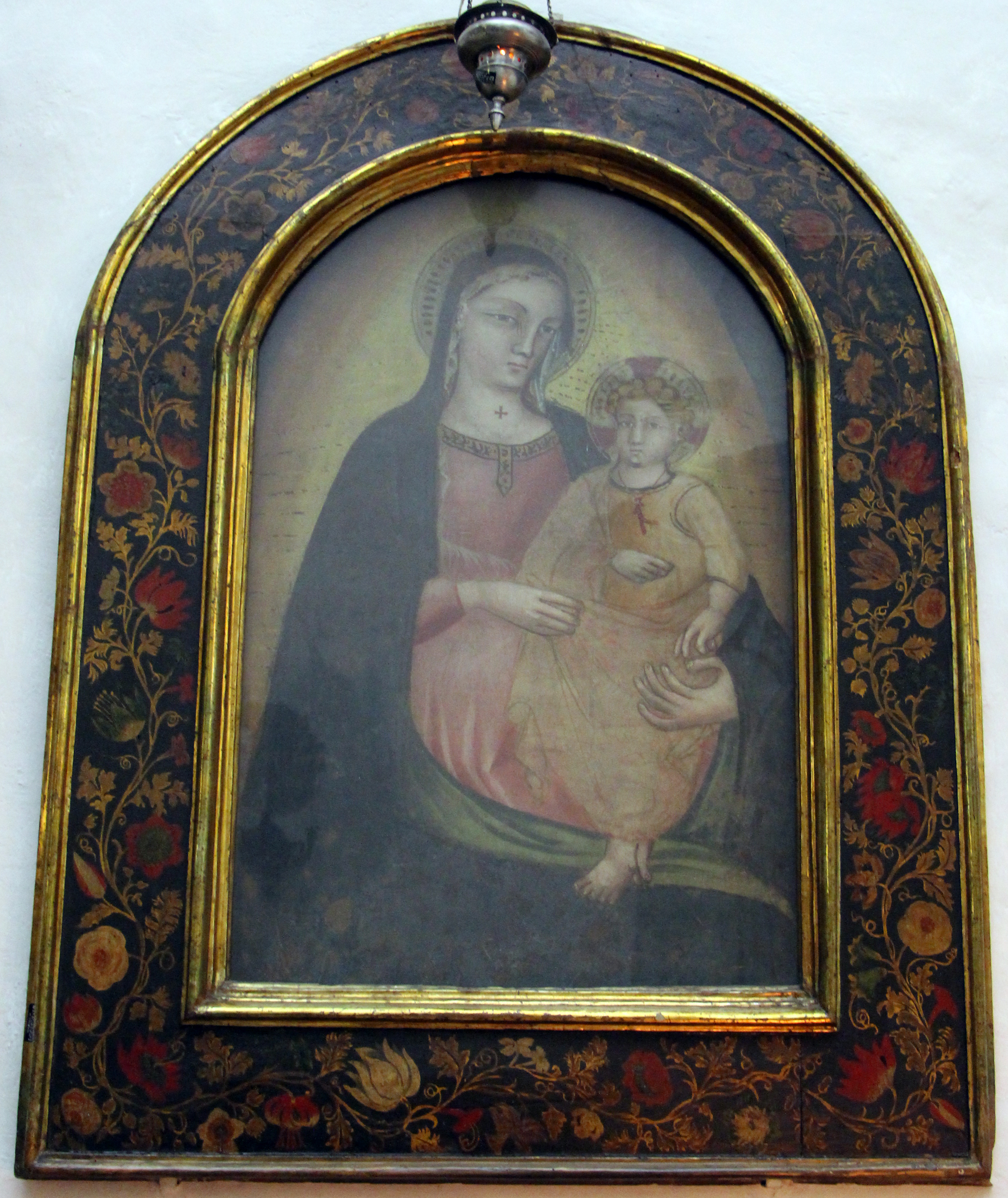
Antonio di Miniato (attr.), Madonna col Bambino